# Jean-François Van Der Motte
Jean-François Van Der Motte (8 de dezembro de 1913 — 8 de outubro de 2007) foi um ciclista belga. Conquistou a medalha de bronze na prova de estrada contrarrelógio por equipes nos Jogos Olímpicos de Verão de 1936 em Berlim, juntamente com Auguste Garrebeek e Armand Putzeys.